# Cameraval

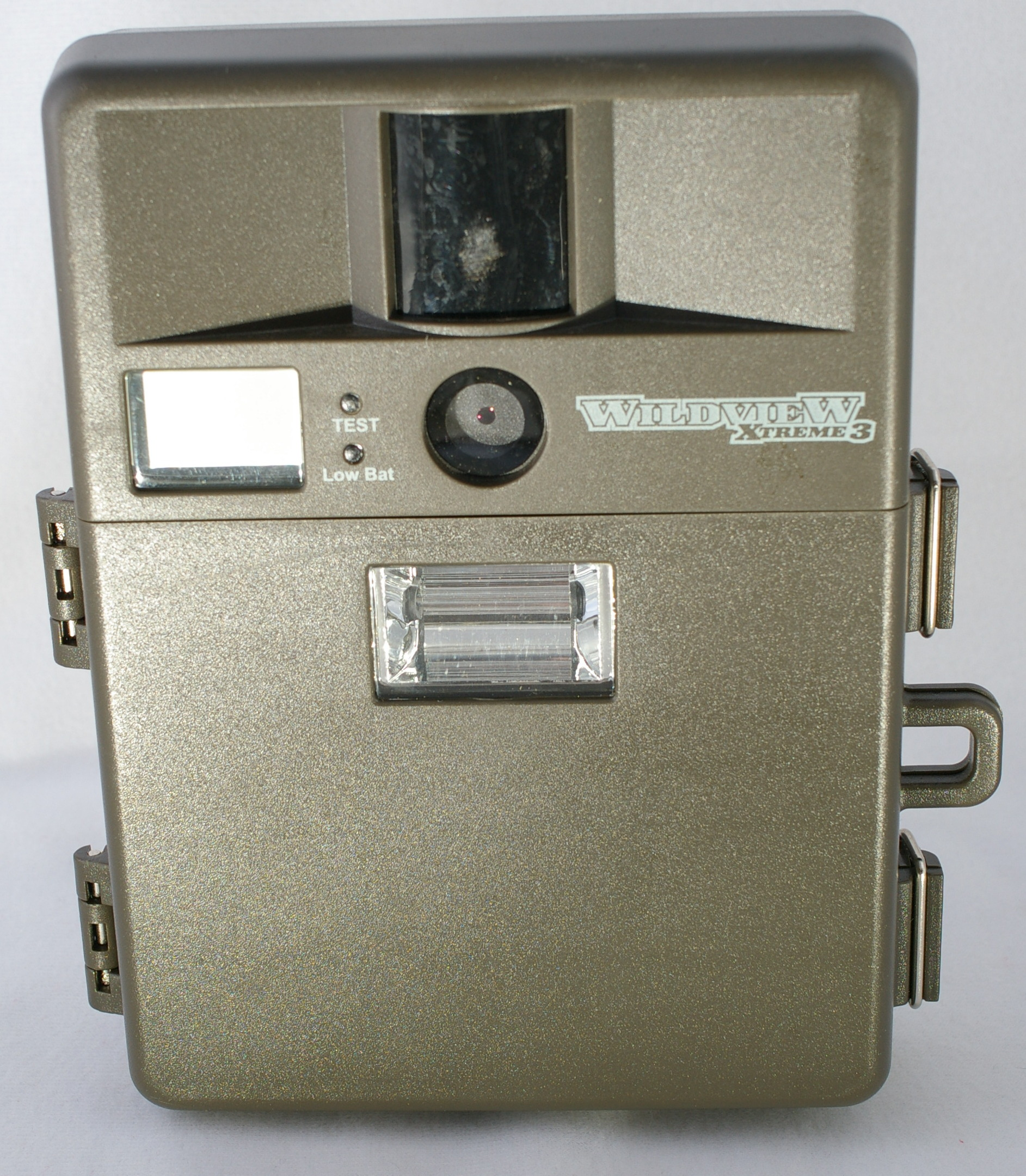
Een cameraval

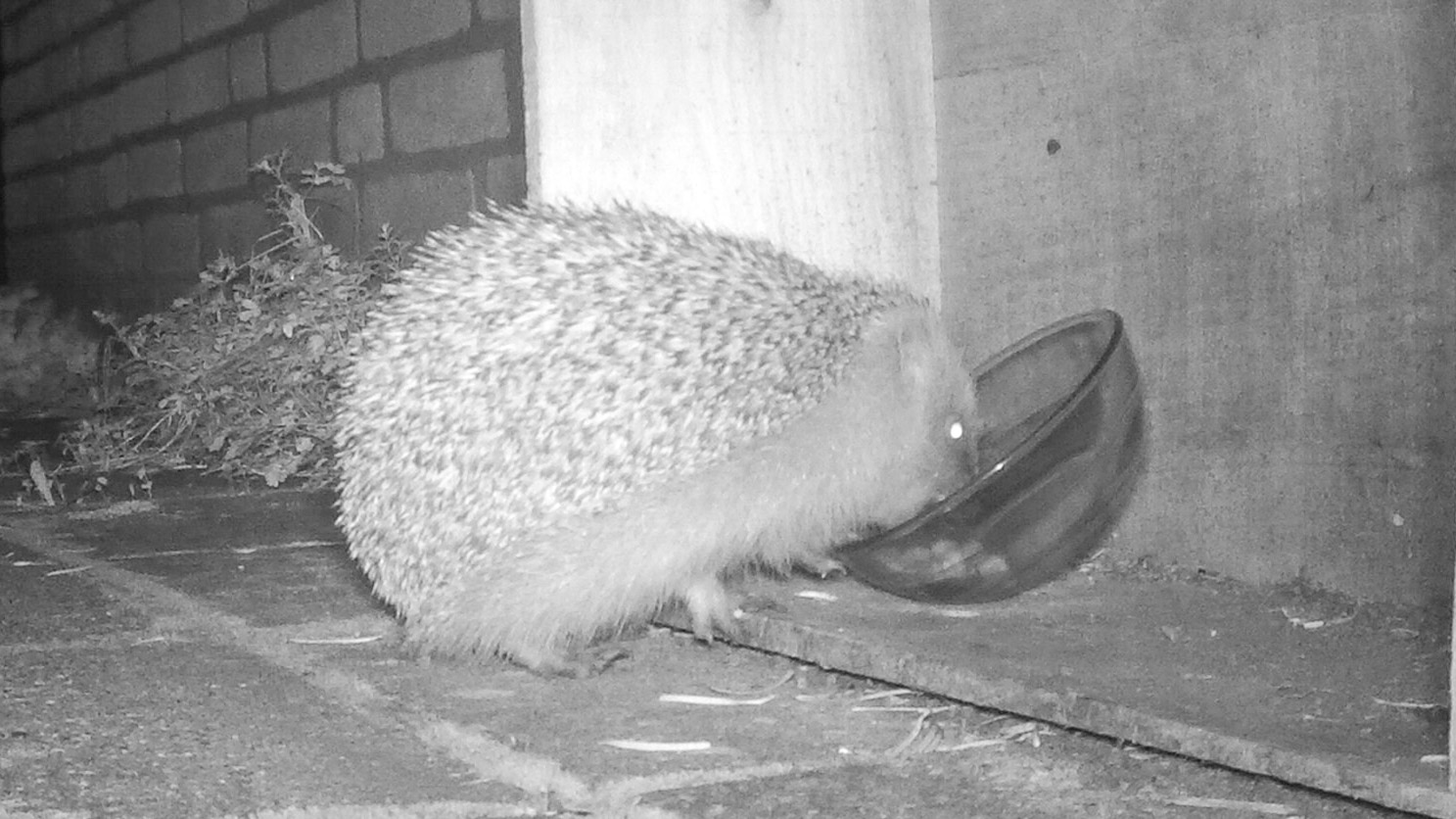
Egel bij nacht, gefotografeerd met wildcamera met infraroodverlichting

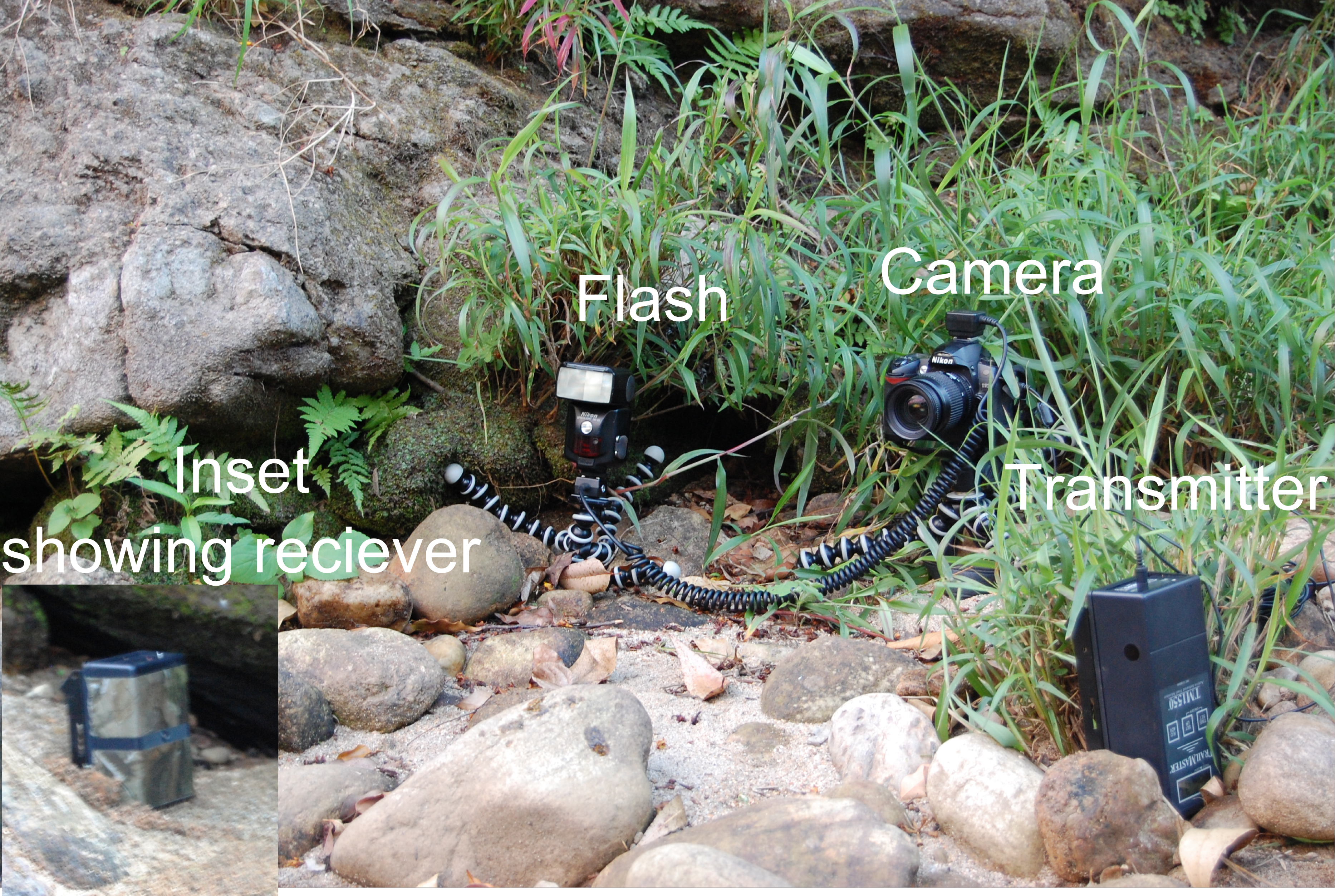
Opstelling van een cameraval, met camera, flitslicht, ontvanger en zender van signalen en resultaten

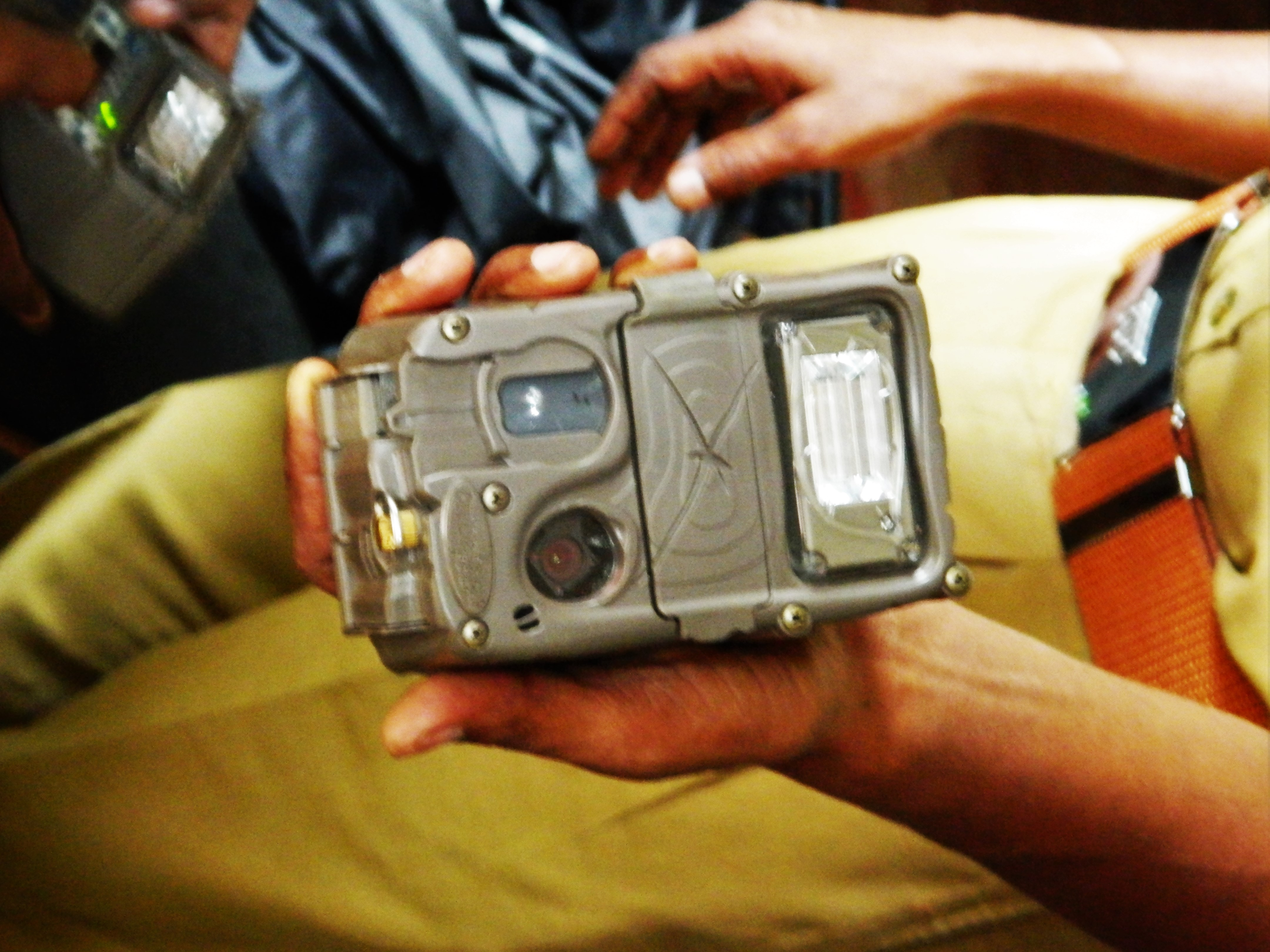

Een cameraval of wildcamera is een camera die op afstand te activeren is en die is uitgerust met een bewegingssensor en/of infraroodsensor. Cameravallen worden gebruikt om wilde dieren waar te nemen en op foto's of video te registreren zonder dat de waarnemer daarbij aanwezig is. Al tientallen jaren spelen op deze wijze gemaakte registraties van wilde dieren een rol bij ecologisch onderzoek aan zeldzame dieren of naar het gedrag en de manier waarop dieren het terrein gebruiken. Ook voor de jacht en bij het observeren van dieren in de wilde natuur als hobby, wordt de cameraval steeds vaker gebruikt.
Tegenwoordig kunnen de opnames van zo'n automatische natuurcamera worden gekoppeld aan beeldherkenningssoftware voor automatische beeldherkenning.

## Toepassing
Het grote voordeel van camera's is dat ze zeer nauwkeurige gegevens kunnen vastleggen zonder het gefotografeerde dier te storen. Deze gegevens zijn beter dan dat van menselijke waarnemingen, omdat ze door andere onderzoekers kunnen worden beoordeeld. De beelden verstoren de dieren in het wild minimaal en kunnen het gebruik van meer invasieve onderzoeksmethoden en monitoringtechnieken vervangen. 
Cameravallen hebben een revolutie teweeggebracht in het onderzoek naar en het behoud van wilde dieren, waardoor het verzamelen van fotografisch bewijs van zelden geziene en vaak wereldwijd bedreigde soorten mogelijk is geworden, met weinig kosten, relatief gemak en minimale verstoring van de dieren in het wild. Cameravallen kunnen de aanwezigheid van wilde dieren documenteren, maar op den duur ook hun aantal of talrijkheid en de veranderingen in aantal. Cameravallen maken het zo mogelijk om gegevens te verzamelen over ongrijpbare zoogdieren en vogels, waar voorheen alleen schattingen – en vaak alleen maar gissingen – mogelijk waren. De camera's worden steeds vaker gebruikt om het bewustzijn over natuurbehoud wereldwijd te vergroten.
Bijvoorbeeld niet-gouvernementele organisaties (ngo's) gebruiken het instrument als een krachtige middel om het publiek te bereiken via elektronische media. Wildlife Conservation Groups zoals Panthera, Wildlife Conservation Society (WCS), World Wildlife Fund (WWF) hebben ontdekt dat video's en foto's van cameravallen een belangrijk onderdeel vormen van campagnes om bedreigde of met uitsterven bedreigde diersoorten en het milieu waarin zij voorkomen, te behouden.
Uiteraard wordt de cameraval ook gebruikt door natuurbeschermingsorganisaties die door overheden worden gefinancierd zoals bijvoorbeeld BIJ12 in Nederland of het DOC in Nieuw-Zeeland.

## Plaatsingstechnieken
Een van de belangrijkste dingen om rekening mee te houden bij het opzetten van camera's is het kiezen van de locatie om de beste resultaten te krijgen. Cameravallen in de buurt van een liksteen of langs wildpaden, waar het waarschijnlijker is dat er regelmatig dieren op bezoek komen, worden normaal gesproken gezien. Dieren verzamelen zich rond een liksteen om water en grond te consumeren, wat nuttig kan zijn voor het verminderen van het gifgehalte of het aanvullen van de inname van mineralen in hun dieet. Deze locaties voor camera's maken het ook mogelijk om verschillende dieren op verschillende tijdstippen te zien, zodat het gedrag van de dieren kan worden bestudeerd.
Een andere belangrijke factor in de vraag of dit de beste techniek is om te gebruiken in het specifieke onderzoek is welk type soort men probeert te observeren met de camera. Soorten zoals kleine vogels en insecten kunnen te klein zijn om de camera te doen activeren. Reptielen en amfibieën zullen niet in staat zijn om de infrarood- of warmtedifferentiaal sensoren te activeren, maar er zijn methoden ontwikkeld om deze soorten te detecteren door gebruik te maken van een sensorsysteem op basis van reflectoren. Voor de meeste middelgrote en grote terrestrische soorten zijn de camera's echter een succesvol studie-instrument gebleken.